# Léon Vaudoyer

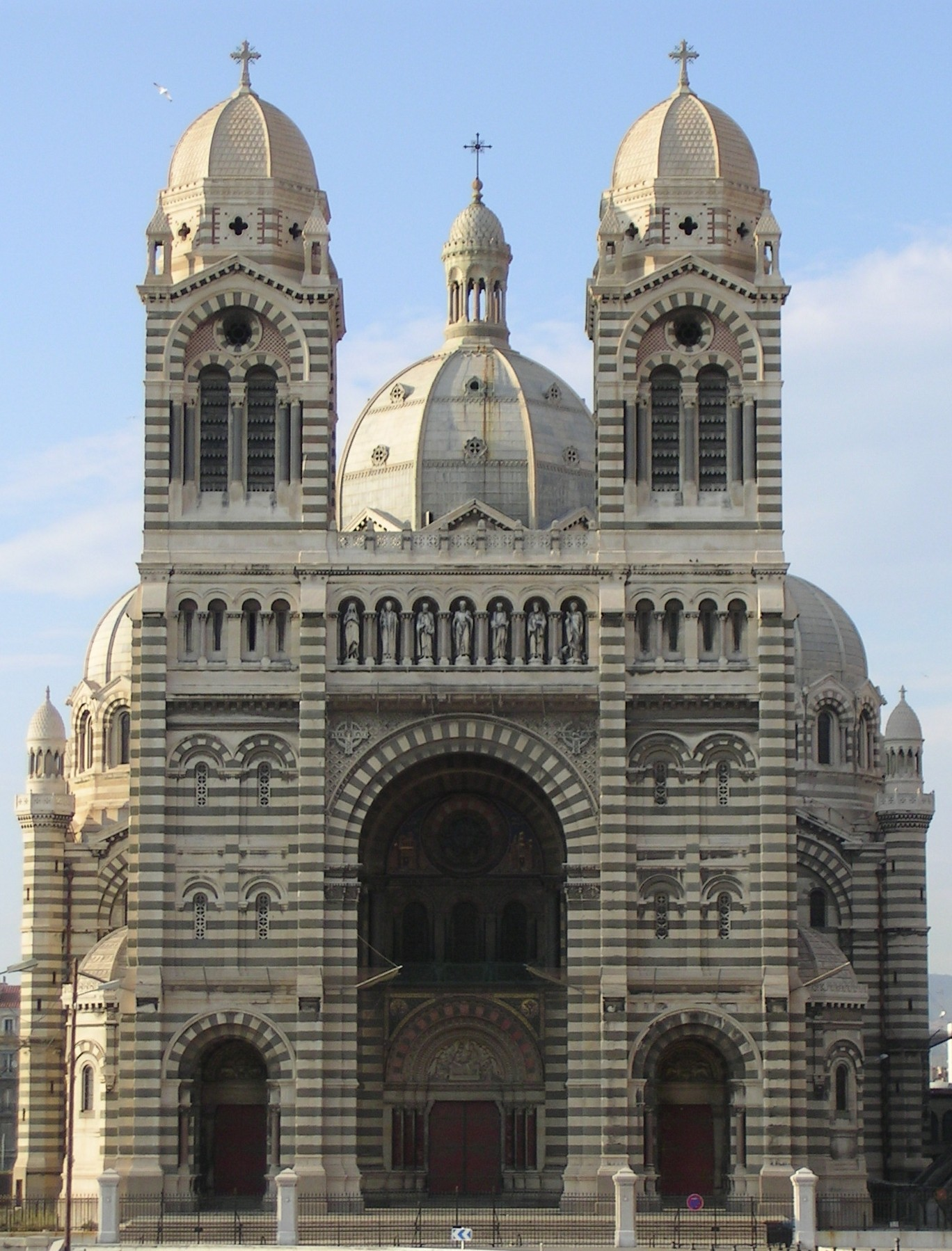
Cathédrale Sainte-Marie-Majeure i Marseille

Leon Vaudoyer, född 7 juni 1803 i Paris i Frankrike, död 9 februari 1872 i Paris, var en fransk arkitekt. 
Léon Vaudoyer var son till arkitekten Antoine-Laurent-Thomas Vaudoyer.
Han vann Grand Prix de Rome 1826.
Hans främsta verk är Cathédrale Sainte-Marie-Majeure i Marseille 1852–1893. Dess stil är en eklektisk blandning av romersk, bysantinsk och romansk arkitektur.